# Раздвижные двери

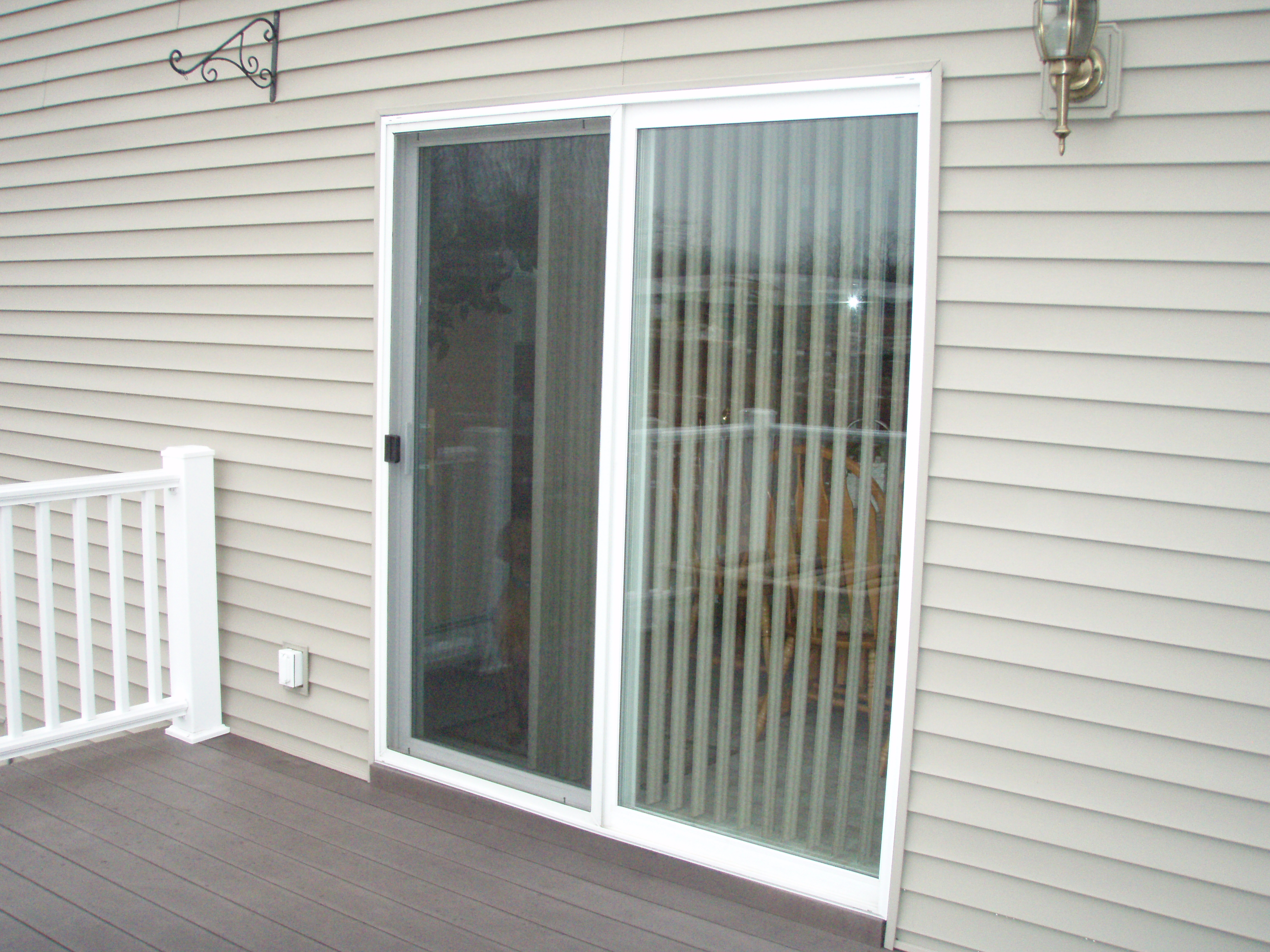

Раздвижные двери — двери, состоящие из одной или двух створок, при открывании поступательно двигающихся параллельно вертикальной поверхности, на которой они установлены. Раздвижные двери используются в торговых центрах, магазинах, гостиницах, некоторых видах общественного транспорта, а также в ванных помещениях, в шкафах-купе, в качестве перегородок между помещениями. В качестве материалов для их изготовления используются древесина, древесностружечные материалы, стекло, алюминий, стеклопластик и так далее.
В некоторых русскоязычных источниках к раздвижным дверям относят не только собственно параллельно-сдвижные, но и так называемые раздвижно-складные двери, чаще всего выполняющие декоративную функцию. В Европе нормативы касательно раздвижных дверей сформулированы в EN 1527.

## История
Примитивные аналоги такого типа дверных систем использовались ещё во времена Древнего Рима, что доказывают археологические находки в Помпеях. Некоторые раздвижные двери снабжены системой автоматического открывания и содержат магнитный механизм аварийной разблокировки; первые автоматические раздвижные двери были разработаны в 1960 году американской компанией Horton Automatics.

## Классификация
Существует два типа раздвижных (параллельно-сдвижных) дверей: с верхней и нижней системой скольжения; первый тип более распространён, однако обычно предполагает наличие нижнего направляющего ролика для придания системе необходимой устойчивости. Среди преимуществ раздвижных дверей перед обычными некоторые исследователи отмечают отсутствие у них петель, что затрудняет взлом такой дверной системы, а также малое количество пространства, требуемое для их открытия.